# Informatiktechniker
Seit dem Schuljahr 2001/2002 wird in Bayern die Ausbildung/Fortbildung zum Informatiktechniker angeboten. Es handelt sich hier um eine berufsweiterbildende Ausbildung.

## Bedeutung
Der Informatiktechniker besitzt eine umfangreichere Ausbildung im IT-Bereich als die Absolventen eines informationstechnischen Ausbildungsberufs wie z. B. der Fachinformatiker. In zunehmendem Maße besetzt der Informatiktechniker aufgrund seiner praxisorientierten Fähigkeiten auch Ingenieurstellen.

## Ausbildungsziele
Nach Artikel 15 des Bayerischen Gesetzes über das Erziehungs- und Unterrichtswesen (BayEUG) dient die Fachschule der vertieften beruflichen
Fortbildung oder Umschulung und fördert die Allgemeinbildung.
Ziel der Ausbildung ist es, Fachkräfte mit beruflicher Erfahrung zu befähigen, Aufgaben im mittleren Funktions- und Führungsbereich zu übernehmen. Die
Lehrpläne bauen auf den Kenntnissen und Fähigkeiten der beruflichen Erstausbildung sowie den Erfahrungen der beruflichen Tätigkeit auf. Die Ausbildung ist praxisorientiert. Die Ausbildung an der Fachschule soll neben dem vertieften Fachwissen auch Methoden- und Problemlösekompetenz sowie Sozial- und Führungskompetenz vermitteln. Die Schüler und Schülerinnen sollen durch diese berufsweiterführende Ausbildung befähigt sein, komplexen Anforderungen in beruflichen Situationen kompetent und professionell gerecht zu werden und Kompetenzen im Bereich des Managements wie Führung von Mitarbeitern, Arbeiten im Team, Orientierung an Kundenbedürfnissen sowie effektive und kostenbewusste Gestaltung von betrieblichen Prozessen erwerben zu können.

## Lehrinhalte
Die Lehrinhalte in Bayern finden sich auf der Seite des Staatsinstituts für Schulqualität und Bildungsforschung München. Neben den allgemeinbildenden Fächern wie Englisch, Deutsch, Mathematik etc. ruht die Ausbildung auf den Säulen Betriebssystemadministration, Kommunikations- und Netzwerktechnik, strukturierte und objektorientierte Programmierung, Datenbanken und betriebswirtschaftliche Prozesse.

## Zugangsvoraussetzungen
Die Fachschule kann in der Regel nur besucht werden, wenn man eine Berufsausbildung in einem für die Fachrichtung anerkannten Ausbildungsberuf abgeschlossen hat und man eine ausreichend lange Tätigkeit (in der Regel 12 Monate) in diesem Beruf nachweisen kann.

## Qualifikation
Die Fachschule für Informatiktechnik führt in Bayern zum Abschluss Staatlich geprüfter Informatiktechniker bzw. Staatlich geprüfter Techniker der Fachrichtung Informatiktechnik. Der Abschluss als Staatlich geprüfter Informatiktechniker ist zwischen einem informationstechnischen Ausbildungsberuf und einem Fachhochschulabschluss anzusiedeln. In Verbindung mit der Ergänzungsprüfung im Fach Mathematik kann die Fachhochschulreife erworben werden. Schulspezifisch kann es zusätzliche Wahlfachangebote geben.
In anderen Bundesländern findet man für entsprechende Ausbildungen die Bezeichnung Staatlich geprüfter Informatiker.